# Heinrich Niehuus
Heinrich Bernhard Niehuus (* 14. Oktober 1885 in Kiel; † 21. Januar 1957 in Aumühle bei Hamburg) war ein deutscher Staatswissenschaftler und Politiker (DNVP). Er war Reichstreuhänder für die öffentlichen Versicherungsanstalten beim Generalgouvernement für die deutsch besetzten polnischen Gebiete („Generaldirektor der Lebensversicherungsanstalt Westpreußen“).

## Leben und Wirken
Niehuus war der Sohn von Peter Heinrich Niehuus, Inhaber eines Feinkostgeschäfts in Kiel Gaarden, und seiner Frau Engelline Katharina, geb. Janßen. Er studierte ab 1908 Staatswissenschaften an der Universität Tübingen und promovierte später. Er wurde Betriebsführer und Vorstand der Lebensversicherungsanstalt Westpreußen in Danzig, Aufsichtsrat der Landwirtschaftlichen Bank Danzig sowie im Verwaltungsrat der Danziger Feuersozietät und der Feuersozietät Grenzmark Posen-Westpreußen. Er trat der DNVP ein und wurde 1921 Mitglied im Danziger Volkstag. Nach dem Ausbruch des Zweiten Weltkriegs wurde er Reichstreuhänder für die öffentlichen Versicherungsanstalten beim Generalgouvernement für die deutsch besetzten polnischen Gebiete. Er lebte bis gegen Kriegsende in Zoppot, wo er seit den 1920er Jahren ein stattliches Landhaus auf der Kaiserhöhe besaß.
Am 23. August 1913 heiratete er in Berlin Ilse Prüschenk von Lindenhofen, die er in Berlin kennengelernt hatte. Deren Stammvater war Zacharias Prueschenck von Lindenhofen (1610–1678). Sie wurde am 30. Dezember 1890 in Berlin geboren. Ihr Vater, Rechtsanwalt und Notar, war bereits 1903 in Berlin verstorben. Ihr Großvater, Carl Eduard Sigismund Prüschenk von Lindenhofen, stammte aus Braunsberg in Ostpreußen und war Besitzer eines Braunkohlebergwerks. Einer ihrer Onkel war Walter Prüschenk von Lindenhofen (1857–1916), Mitglied des Reichstags.